# 西寧 (高佳氏)
西寧（1700年—18世纪？），又名高咸，字崑維，高佳氏，原隶内务府汉军镶黄旗，后属满洲镶黄旗。清朝官员，大学士高晋之胞兄。

## 生平
历任内务府造办处员外郎、监察御史、给事中，乾隆五年至七年、乾隆八年两任江宁织造兼龍江關监督，三任河东盐政（乾隆十六年、二十年、二十三年三次出任），乾隆二十三年任杭州织造兼北新關监督，乾隆三十五年至四十六年（1771-1781）任长芦盐政署天津鈔關稅務監督达十年之久（前任有胞兄高佳氏高诚、内务府正白旗汉军进士李质颖）；四十五年，以长芦盐政署淮安关监督；乾隆四十六年任总管内务府大臣，四十七年署任山东巡盐御史。
乾隆三十七年（1772），乾隆帝下谕在承德建造一座罗汉堂 (承德)，长芦盐政西宁出资建造，而且与其子基厚共同经办此事。
镶黄旗满洲高佳氏家族在雍正、乾隆朝出多位江宁织造（参见江宁织造衙门）：高斌于雍正十一年以两淮盐政署江宁织造；西宁于乾隆五年、八年以荆州关监督出任江宁织造；高晋于乾隆十五年由安徽布政使兼管江宁织造；基厚（西宁子）于乾隆三十八年以銮仪卫治仪正补放江宁织造；书麟于乾隆五十八年以两江总督暂管江宁织造。此外，高斌第三任妻马氏（慧贤皇贵妃母）之内务府正白旗汉军马氏家族的马桑格亦于康熙二十三年至三十一年间出任江宁织造达八年（其前任为内务府正白旗汉军曹玺，继任为曹寅，载《江南通志》卷105）。

## 家族
- 父高述明，甘肃凉州镇总兵。母朱氏（父内务府正黄旗汉军、內務府員外郎兼佐领朱國善）。
- 伯父文淵閣大學士文定公高斌，江南壽春鎮總兵署理江南提督高鈺。
- 兄高誠，湖北按察使。
- 胞弟文端公高晉，两江总督、文华殿大学士。
- 胞妹高佳氏，嫁正蓝旗汉军、二等侍卫胡照（父头等侍卫、吉林与察哈尔副都统永庆；后代有道光三十年（1850）庚戌科进士吉惠、光緒二年丙子（1876）恩科進士胡俊章）。
- 胞妹高佳氏，嫁内务府正白旗汉军、内务府佐领李維屏（又黑達塞，祖父总管内务府大臣李延禧）。
- 堂弟高恆 (清朝)，两淮盐政、总管内务府大臣。堂妹高佳氏封乾隆帝之慧贤皇贵妃。
- 妻王氏（父八海）。
- 子基厚，江寧織造、杭州织造。
- 子仙保。其女儿高佳氏，嫁正白旗宗室族長、奉恩將軍瑞松（父奉恩將軍慶康，祖父散秩大臣宗室增盛，姑母愛新覺羅氏嫁鑲黃旗滿洲、漕運總督、世襲一等子爵鈕祜錄氏毓奇，先祖輔國愨厚公塔拜、努尔哈赤第六子）。
- 子嵩山，山東東昌府知府；嵩齡。
- 有一子女与鑲黃旗漢軍、直隸總督勤愨公楊廷璋的子女联姻（楊廷璋之孙、道光九年己丑科進士楊霈）。
- 胞侄書麟，协办大学士，云贵总督，一等男。
- 堂侄高樸，兵部右侍郎。
- 堂侄高杞（父高恆），历任湖北、湖南、河南、浙江巡抚，烏魯木齊都統，陜甘總督，一等轻车都尉，瑪尚阿巴圖魯（專稱勇號）。
- 堂侄廣厚，乾隆戊戌进士，湖南巡抚。
- 堂侄曾孙景綸，嘉庆己巳进士，河南信阳州知州、世綸，道光壬辰进士，广西武缘县知县。
- 堂侄玄孫文玉，道光丁未进士，广东高州府知府。
- 从堂侄伊桑阿，乾隆举人，贵州巡抚。
- 从堂侄孫福淳，道光己丑进士，陕西同知。